# Polymitarcydae
Polymitarcyidae es una familia de insectos del orden Ephemeroptera. Existen unos 10 géneros que agrupan un total de más de 90 especies descriptas en Polymitarcyidae.

## Géneros
Estos diez géneros pertenecen a la familia Polymitarcyidae:
- Asthenopus Eaton, 1871
- Campsurus Eaton, 1871
- Ephoron Williamson, 1802 (white flies)
- Languidipes
- Povilla Navás, 1912
- Pristiplocia McCafferty, 1990
- Tortopsis Molineri, 2010
- Tortopus Needham & Murphy, 1924
- † Cretomitarcys Sinitshenkova, 2000
- † Palaeoanthus Kluge, 1994